# Cosacos del Don
Los cosacos del Don (en ruso: Донские казаки) son cosacos que se asentaron a lo largo de la parte media y baja del río Don.

## Etimología y origen
La Hueste de Cosacos del Don (en ruso: Всевеликое Войско Донское, romanizado: Vsevelíkoye Voysko Donskoye) era una organización militar fronteriza desde el fin del siglo XVI hasta principios del XX. El nombre cosaco (казак, козак) se usaba ampliamente para describir 'personas libres' como oposición a otras con diferente prestigio en una sociedad feudal (campesinos, nobles, clérigos, etc.). La palabra «cosaco» también se aplicaba a los nómadas, filibusteros y bandidos. Kazajistán (казах, cuya transliteración es kazaj) es otro ejemplo de una derivación de esta palabra usada para describir nómadas de las estepas de Asia Central. Como resultado, hubo varios grupos de orígenes que pasaron a ser conocidos como «cosacos».
Hay diferentes teorías del origen de los cosacos del Don:
1. Los cosacos del Don son campesinos fugitivos. De acuerdo con esta teoría, los cosacos se originaron como bandas de campesinos fugitivos de orígenes étnicos diferentes (rutenos, turcos, alemanes, etc.). La necesidad de defender su estilo de vida (pirateo y pesca y caza sin regular) y de proteger sus asentamientos de los ataques de los tártaros, mongoles y otras tribus nómadas que vivían en las estepas del sur de Rusia, forzó a estas bandas de huidos a organizarse en una sociedad militar. A cambio de la protección de las fronteras meridionales de la Rusia medieval, se entregó a los cosacos del Don el privilegio de no pagar impuestos y la autoridad del zar en tierras cosacas no era tan absoluta como en otras partes de Rusia. La teoría de los cosacos del Don como campesinos fugitivos implica que estos colonizaron áreas previamente ocupadas por tribus nómadas y fueron los primeros en establecer asentamientos permanentes en el área del Don, como stanitsas (станицы) y ciudades.
2. Los cosacos son descendientes de gente kurgana. La Hipótesis de los kurganes sugiere que la migración de gente a Europa se originó en las estepas meridionales de lo que ahora es Rusia y Ucrania. Hay multitud de restos de asentamientos protoindoeuropeos en el territorio de la tierra de los cosacos del Don, como Miklajlovka, Skelja-Kamenolomnja, Liventsovka.[4] Las fronteras de la tierra de los cosacos del Don son en el centro exacto del territorio poblado anteriormente por la gente kurgana. La hipótesis sugiere que los cosacos del Don no migraron a las estepas del sur de Rusia desde otras partes de Europa, sino más bien que son los descendientes de los kurganos que emigraron a esta región desde el Cercano Oriente antes de las sucesivas migraciones a Europa e India. Las teorías, sin embargo, no se excluyen mutuamente. Es posible que los cosacos del Don se originaran como descendientes de los kurganos y con el tiempo dieron cobijo a gentes de diversos orígenes étnicos que, por diferentes motivos, escapaban de su tierra natal hacia el territorio de los cosacos del Don. Las razones serían:
a) religioso, puesto que los cosacos del Don fueron viejos creyentes (старообрядцы) mucho más tiempo que el resto de Rusia;[5][6]
b) la búsqueda de una relativa libertad, puesto que los cosacos del Don tenían una primitiva sociedad democrática y autonomía dentro del Zarato ruso o Reino ruso medieval (Rússkoie Tsarstvo).

## Tradiciones y cultura
Los cosacos del Don formaban una sociedad democrática en la que las decisiones más importantes se trataban durante una «Asamblea Común» (Казачий Круг). La asamblea elegía autoridades temporales: atamanes.
Los cosacos del Don eran maestros de la equitación y tenían un espléndido entrenamiento militar, debido a su largo conflicto con el Kanato de Crimea y con el Imperio otomano. Vendían sus servicios militares a diferentes poderes en Europa del Este. Al lado del rey polaco, asediaron Moscú durante el Periodo Tumultuoso (Смутное Время) y bajo la autoridad rusa llevaron a cabo asedios y expediciones contra Turquía y Persia.
La fe cosaca se corresponde con la Iglesia ortodoxa rusa y se ven a sí mismos como sus protectores. Aunque hay algunas diferencias en cuanto a tradiciones y costumbres, los cosacos del Don hablan el idioma ruso y siempre se han considerado a sí mismos como parte de la Gran Rusia, si bien con cierta autonomía.
Los cosacos del Don tienen una tradición corista y muchas de sus canciones, tales como «Cuervo negro» (Chorny Voron) y «Está bien, hermanos, está bien» (Lyubo, bratsi, Lyubo), se hicieron famosas por todo el resto de Rusia. Muchas de las canciones, sin ser un hecho sorprendente, tratan sobre la muerte en la guerra.

## Historia
La historia de los cosacos del Don está entrelazada con la del resto de Rusia.
Durante el reinado de Iván el Terrible (Iván IV), el legendario atamán Yermak Timoféyevich comenzó una expedición para conquistar Siberia. Tras derrotar al Khan Kuchum en la caída de 1582 y ocupar Qashliq, la capital del Janato de Siberia, Yermak envió un destacamento cosaco hacia abajo del río Irtysh en el invierno de 1583. El destacamento, liderado por Bogdán Bryazga (de acuerdo con otras fuentes, el jefe cosaco Nikita Pan) pasó a través de las tierras de las cuencas de los ríos Konda-Pelym (de los mansi) y alcanzó las murallas de la ciudad de Samárovo. Cogidos por sorpresa por el ataque cosaco, los ostiachis se rindieron. En la caída de 1585, poco después de la muerte de Yermak, los cosacos dirigidos por el voivoda (comandante del ejército) Iván Mansúrov fundaron la primera ciudad rusa fortificada en Siberia: Obskoy, en la desembocadura del río Irtysh, en la margen derecha del río Obi. Las tierras mansis y ostiachis pasaron a ser de este modo parte del estado ruso, finalmente protegidos por la fundación de las ciudades de Pelym y Beriózovo en 1592, y de Surgut en 1594. Como resultado de la expedición de Yermak, Rusia pudo anexionarse Siberia.

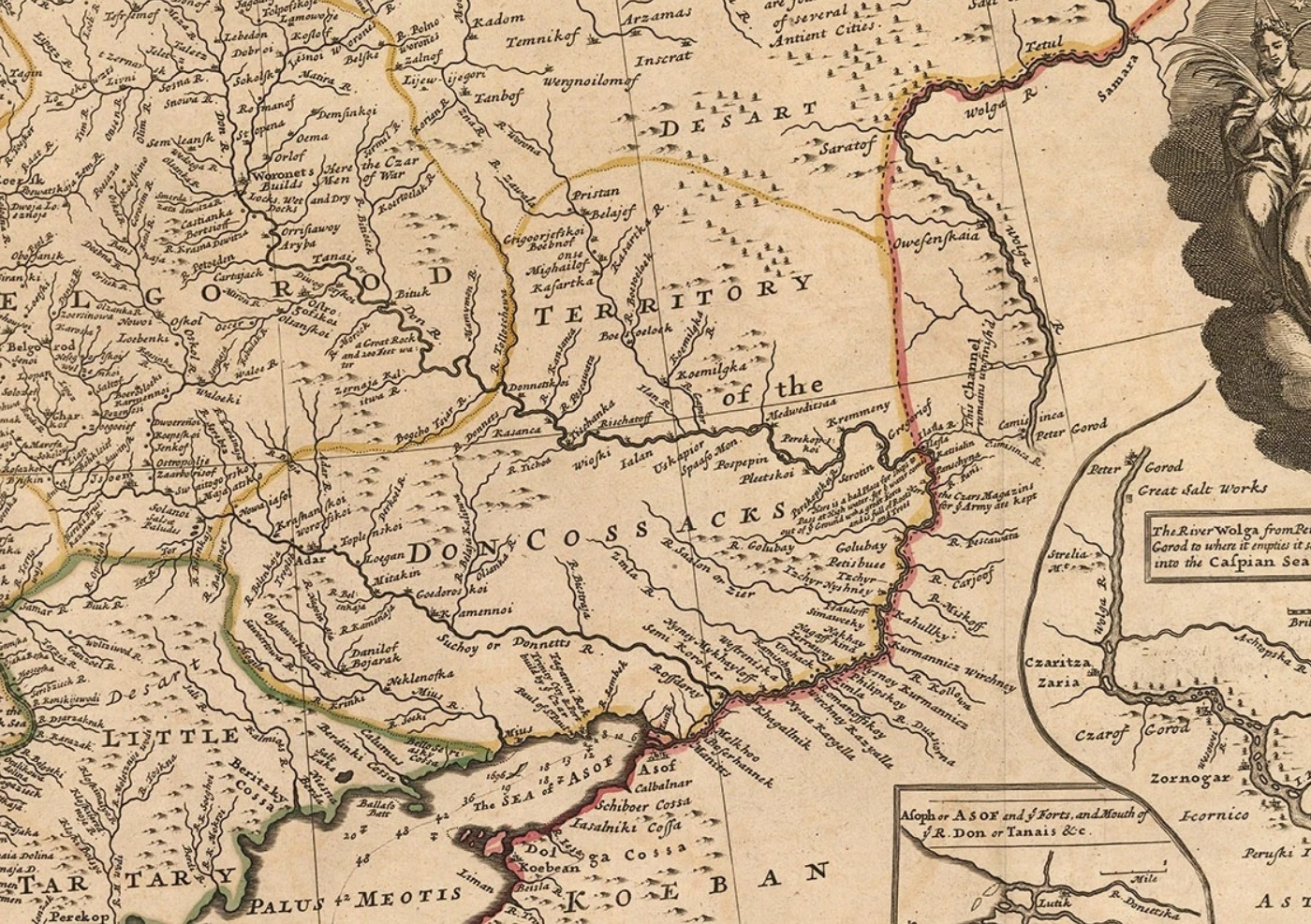
Territorio de los cosacos del Don - Herman Moll 1715

Con Pedro el Grande y los gobernantes siguientes, los cosacos del Don participaron en numerosas campañas militares, que acabaron con la expansión del Imperio Ruso desde el mar Negro hasta el mar Báltico. Durante años, los cosacos prosiguieron la guerra contra los otomanos y el Janato de Crimea. El asedio de Azov en 1641 fue una de las acciones clave de la historia de los cosacos del Don.
Tres de los rebeldes rusos más importantes: Stenka Razin, Kondraty Bulavin y Yemelián Pugachov, fueron cosacos del Don.
A los cosacos del Don se les atribuye el hecho de jugar una parte significativa en repeler la invasión de Rusia de Napoleón. Bajo el mandato del Conde Matvéi Plátov, los cosacos lucharon con éxito contra la Grande Armée. En la batalla de Borodinó, los cosacos del Don hostigaron frecuentemente la retaguardia del ejército francés. El atamán Plátov dirigió todas las tropas cosacas y cubrieron con éxito la retirada del ejército ruso hacia Moscú. Los cosacos del Don se distinguían a sí mismos en todas las campañas que vendrían posteriormente y tomaron parte en la captura de París. A Napoleón se le atribuye la declaración: «Los cosacos son las mejores tropas ligeras de entre todas las existentes. Si las tuviera en mi ejército, cruzaría todo el mundo con ellas».febrero de 2008[cita requerida]
El almirante Aleksandr Vasíliyevich Kolchak, uno de los líderes del Movimiento Blanco durante la Guerra Civil Rusa, era descendiente de cosacos del Don.

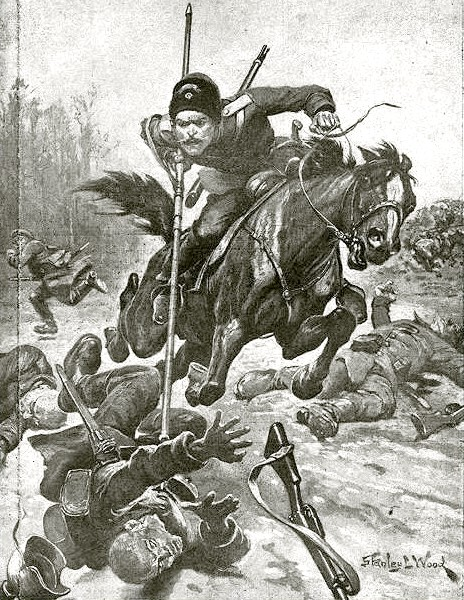
Dibujo de 1915 de The War Illustrated describiendo una matanza de los cosacos del Don.

Desde 1786, su territorio fue oficialmente denominado Tierras del Voysko del Don (es decir, Tierras del Ejército del Don), y renombradas Región del Voysko del Don (en ruso: Область Войска Донского, romanizado: Óblast Voyska Donskogo) en 1870 (actualmente compartidas por las regiones de Rostov, Volgogrado y Vorónezh de la Federación Rusa, así como parte de la región de Lugansk de Ucrania). En 1916, la Hueste del Don alistó alrededor de 1,5 millones de cosacos. Fue disuelta en suelo ruso en 1918, tras la Revolución Rusa de 1917, pero los cosacos del Don en el Ejército Blanco y aquellos que emigraron al extranjero siguieron conservando sus tradiciones, música y, aparte de eso, su hueste. Muchos encontraron empleo como acróbatas ecuestres en varios circos por toda Europa y Estados Unidos.
Tras la derrota del Ejército Blanco en la Guerra Civil Rusa, tuvo lugar un plan de descosaquización (Raskazáchivaniye) sobre los cosacos supervivientes y sus tierras natales puesto que eran vistos como una amenaza en potencia sobre el nuevo régimen soviético. Las tierras cosacas eran a menudo muy fértiles, y durante la campaña de colectivización muchos cosacos compartieron el destino de los kuláks. La hambruna soviética de 1932-1933 sacudió especialmente el Don y el territorio Kubán. Según Peter Holquist, durante 1919 y 1920, de una población de aproximadamente 1,5 millones de cosacos, el régimen bolchevique mató 10.000 cosacos.'
Durante la Segunda Guerra Mundial, los cosacos del Don congregaron a la mayor concentración independiente de cosacos dentro del ejército alemán, el 15.º Cuerpo de Caballería SS Cosaco. Una parte enorme de los cosacos fueron antiguos ciudadanos rusos que eligieron luchar no tanto por Alemania sino contra la Unión Soviética. El XV Cuerpo de Caballería de las SS Cosaco incluía la 1.ª División Cosaca y la 2.º División Cosaca.

## Coro de los Cosacos del Don
El Coro de los Cosacos del Don era un grupo de antiguos oficiales del Ejército Imperial Ruso descubiertos cantando en Constantinopla, a donde habían huido después de la derrota de su ejército en Crimea. Hicieron su debut formal en concierto en Viena en 1923, dirigidos por su fundador, director y compositor: Serge Jaroff.
Eran enormemente famosos en todas partes, dando giras por el mundo en las décadas de 1930, 1940 y 1950. Los hombres, vestidos como cosacos, cantaban a cappella un repertorio a base de música sagrada y secular rusa, de armada, folk y canciones artísticas. El baile cosaco fue añadido finalmente a sus programas.

## En la cultura popular
La obra monumental de Mijaíl Shólojov El Don apacible (1957) retrata empáticamente a los cosacos del Don y representa la destrucción de su estilo de vida como resultado de la Primera Guerra Mundial y la Guerra Civil Rusa.